# Когда мы встретились
«Когда́ мы встре́тились» (англ. Jab We Met, хинди जब वी मेट) — индийский кинофильм, снятый режиссёром Имтиазом Али в 2007 году. В главных ролях снялись Карина Капур и Шахид Капур, которые до этого снимались вместе три раза («Игра в любовь» (2004), «Казино Чайна-Таун 36» (2006) и «Комедия ошибок» (2006)). Фильм был переснят на тамильском языке под названием Kanden Kadhalai.

## Сюжет
Адитья (Шахид Капур) — бизнесмен-неудачник, который после смерти отца и ухода его девушки к другому мужчине, решает бесследно исчезнуть и садится в первый попавшийся поезд. В поезде он встречает очаровательную и позитивную, но очень болтливую Гит (Карина Капур). Выясняется, что она едет в Бхатинду к своим родственникам. Она собирается выйти замуж за молодого человека по имени Аншуман (Тарун Арора) против воли её родителей, которые хотят выдать её замуж за Манджита Сингха.
В один момент Адитья сходит с поезда, но Гит бросается за ним. В итоге они отстают от поезда. После долгих приключений они наконец-то приезжают в дом родителей Гит. Дед Гит (Дара Сингх) думает, что Гит и Адитья влюблены друг в друга, но Гит это отрицает и рассказывает историю, произошедшую с ней в поезде. Родственникам Гит Адитья лжёт, что он музыкант, а не предприниматель, чтобы не вызывать подозрений. Позже Гит предлагает своей сестре Руп (Самуя Тандон) сбежать с Адитьей на рассвете.
После помолвки Гит с Манджитом (на которой она нарочно поцеловала Адитью, чтобы заинтриговать Манджита), Гит и Адитья сбегают из дома. Гит находит Аншумана и уходит у нему, а Адитья возвращается в Мумбаи, где возглавляет промышленную компанию, доставшуюся ему по наследству от отца. Но однажды, после того, как Адитья выступает по телевидению в новостях, семья Гит узнаёт, кто он на самом деле. Они думают, что Гит находится с Адитьей. Так как родственники Гит не верят ему, что это ложь, он обещает, что привезёт её домой через десять дней.
Адитья едет к Аншуману разыскивать Гит. Однако Аншуман не видел Гит долгое время и не знает где она. Вскоре Адитья находит Гит, и приезжает к ней. Она рассказывает ему о том, что Аншуман её бросил. Адитья говорит ей, чтобы она позвонила Аншуману и высказала всё, что думает о нём. После долгих уговоров Адитья и Гит едут обратно в Бхатинду. По пути они заезжают к Аншуману, и тот извиняется перед Гит за то, что он её предал.
Как и обещал Адитья, он привозит Гит домой, взяв с собой Аншумана, ровно через десять дней. По приезде домой родственники неправильно понимают их, считают Адитью и Гит женихом и невестой, и готовят свадьбу. Это раздражает Аншумана и хочет рассказать всё родственникам. Позже Адитья просит Гит сказать правду её матери, однако Гит не делает этого. Когда Адитья собирается уезжать, Гит догоняет его и целует на глазах у Аншумана, так как поняла, что действительно любит Адитью. Гит и Адитья женятся, и потом у них рождаются дети.

## В ролях
| Актёр           | Роль           |
| --------------- | -------------- |
| Карина Капур    | Гит Дхилон     |
| Шахид Капур     | Адитья Кашьяп  |
| Дара Сингх      | дед Гит        |
| Паван Малхотра  | дядя Гит       |
| Киран Джунея    | мать Гит       |
| Самуя Тандон    | Руп            |
| Тарун Арора     | Аншуман        |
| Дивья Сетх      | мать Адитьи    |
| Бриджендра Кала | водитель такси |
| Вишал О Шарма   | адвокат Адитьи |

## Саундтрек
| №   | Название                   | Исполнители               | Длительность |
| --- | -------------------------- | ------------------------- | ------------ |
| 1.  | «Mauja Ha Mauja»           | Мика Сингх                | 4:04         |
| 2.  | «Tum Se Hi»                | Мохит Чаухан              | 5:23         |
| 3.  | «Yeh Ishq Haye»            | Шрея Гхошал               | 4:44         |
| 4.  | «Nagada Nagada»            | Сону Нигам, Джавед Али    | 3:51         |
| 5.  | «Aao Milo Chalein»         | Шаан, Устад Султан Хан    | 5:28         |
| 6.  | «Aaoge Jab Tum»            | Рашид Хан                 | 4:25         |
| 7.  | «Tum Se Hi» (Remix)        | Мохит Чаухан              | 4:21         |
| 8.  | «Yeh Ishq Haye» (Remix)    | Шрея Гхошал, Антара Митра | 4:31         |
| 9.  | «Mauja Hi Mauja» (Remix)   | Мика Сингх                | 4:07         |
| 10. | «Tum Se Hi» (Instrumental) | без вокала                | 4:53         |

## Награды и номинации
Национальная кинопремия Индии
- Лучший женский закадровый вокал — Шрея Гхошал («Yeh Ishq Hai»)
- Лучшая хореография — Сародж Хан («Yeh Ishq Hai»)

Filmfare Awards
- номинация Лучший фильм
- номинация Лучший режиссёр — Имтиаз Али
- номинация Лучший актёр — Шахид Капур
- Лучшая актриса — Карина Капур
- номинация Лучшая закадровая исполнительница — Шрея Гхошал («Yeh Ishq Hai»)
- номинация Лучшая музыка к песне — Притам Чакраборти
- Лучшие диалоги — Имтиаз Али

Star Guild Awards
- Лучшая актриса — Карина Капур
- Лучшая музыка к песне — Притам Чакраборти
- Лучшие диалоги — Имтиаз Али

IIFA Awards
- Лучшая актриса — Карина Капур
- Лучшие диалоги — Имтиаз Али

Zee Cine Awards
- Лучшая актриса — Карина Капур
- Лучший саундтрек года — Притам Чакраборти («Mauja Hi Mauja»)
- Лучший сценарий — Имтиаз Али

## Интересные факты
- Название сделано на основе так называемого хинглиша, смеси английского языка и языка хинди. Слово Jab (जब) дано на языке хинди, а We Met на английском языке.
- Первоначально роли Адитьи и Гит должны были получить Бобби Деол и Айеша Такиа.